# Tithraustes eteocles
Tithraustes eteocles är en fjärilsart som beskrevs av Druce 1885. Tithraustes eteocles ingår i släktet Tithraustes och familjen tandspinnare. Inga underarter finns listade i Catalogue of Life.